# Eloy Abreu
Eloy Abreu Morales (ur. 2 lipca 1956) – kubański zapaśnik walczący w stylu wolnym. Olimpijczyk z Montrealu 1976, gdzie zajął ósme miejsce w wadze muszej.
Złoty medalista igrzysk panamerykańskich w 1975. Triumfator igrzysk Ameryki Środkowej i Karaibów w 1974. Trzeci w Pucharze Świata w 1979; czwarty w 1984 i 1986 roku.

## Letnie Igrzyska Olimpijskie 1976
| Konkurencja | Eliminacje               | Eliminacje           | Eliminacje          | Eliminacje               | Klas. końcowa |
| Konkurencja | Przeciwnik I             | Przeciwnik II        | Przeciwnik III      | Przeciwnik IV            | Miejsce       |
| ----------- | ------------------------ | -------------------- | ------------------- | ------------------------ | ------------- |
| -52 kg      | Aleksandr Iwanow (URS) P | James Haines (USA) Z | Li Bong-sun (PRK) Z | Nermedin Selimow (BGR) P | 8.            |